# Захоронения сивашовского типа

Разположение захоронений сивашовского типа

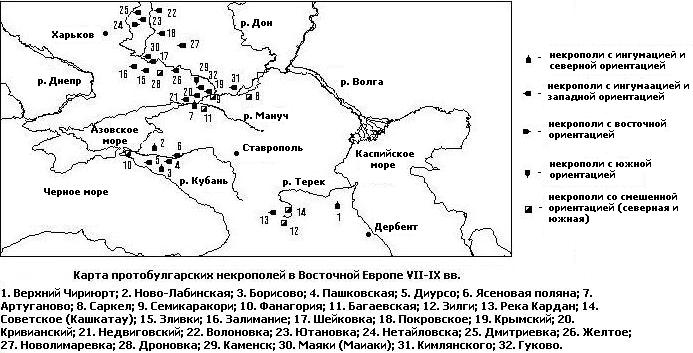
Протобулгарские некрополи

Захоронения сивашовского типа — это группа захоронений в степной зоне Восточной Европы, датируемая между VI и началом VIII века. Обычно их относят к протобулгарам и хазарам, хотя их этническая принадлежность точно не установлена. Группа названа в честь посёлка Сивашовка (Херсонская область, Украина), где было найдено несколько характерных могил.
Предполагается, что захоронения типа Сивашовки и Перещепино оставлены представителями разных социальных групп в одном сообществе, поскольку перещепинские захоронения приписываются социальной элите, а захоронения Сивашовки — более низкому рангу.

## Распространение
К этой группе относят около 120 захоронений. Большинство из них  обнаружены случайно при постройке гидротехнических сооружений, поэтому их распределение неравномерно. Основная концентрация сивашовских памятников находится в степной зоне по низовьям Волги, Дона, Кубани, Днепра и Южного Буга, а также в Крыму. Нет сведений о таких могилах в Северном Прикавказье. Некоторые региональные особенности захоронений дают основания разделить их на пять подгрупп - днепровскую, крымскую, кубанскую, донскую и волжскую.
Несколько изолированных памятников известны и за пределами этого региона. Могила в Арцибашево, Милославский район Рязанской области, была принята О. Комаром как свидетельство постоянного проникновения хазар в лесную зону но, в то же время, другие авторы считают, что это являлось результатом сезонной миграции. Погребение из Учтепе в Азербайджане связано с походом хазар на Кавказ в 628 году, а погребение в Сентеш в Венгрии и в Мадаре в Болгарии - с походами или переселениями на запад.

## Характеристики
Характерной чертой сивашовских памятников является вторичное захоронение в более древних курганах, в основном бронзового века. Тела чаще всего ориентированы на северо-восток, редко на север или на восток.
Данных об антропологическом типе погребенных практически нет. В двух могилах череп брахикранный, а в одной искусственно искажен.
Во многих могилах группы сивашевки были обнаружены целые конские скелеты или их части, включая череп. Подобная практика известна в степной зоне Евразии от территории Аварского каганата до Алтая. В некоторых могилах также обнаружено небольшое количество костей овец и коз.

## Этническая принадлежность
Этническая принадлежность сивашовских памятников является предметом постоянных дискуссий и споров об их датировании. Считается, что могилы не содержат этнически идентифицируемых предметов, и большинство украшений, вероятно, импортировано из византийских городов Крыма. По этой причине попытки этнической идентификации основаны на различиях в погребальном ритуале, которые большинство исследователей считают незначительными в пределах группы.
Некоторые авторы предполагают, что погребения оставлены группой культурно родственных народов, названных в источниках этого периода общим названием болгары. Помимо народов болгарской группы, таких как оногуры, кутригуры, и утигуры, к ним относят хазар, барсилов, сармат, авар, угров и другие этнические группы, проживающие в регионе.
Другие исследователи, такие как О. В. Комар, связывают всю сивашовскую группу с хазарами. Они датируют захоронения гораздо позже, с середины 7-го века. Основным аргументом в пользу их тезиса является некоторое сходство с погребениями Древних тюрков в Центральной Азии , особенно с находками целых конских скелетов. Критики этой гипотезы указывают на несоответствие с письменными источниками, преемственность между сивашовскими могилами и ранней Покровской группой степной зоны Восточной Европы (до конца 5-го века), а также на различия между сивашовскими и древнетюркскими могилами с целыми конскими скелетами.
Более детальные исследования сивашовских памятников Черноморского побережья обычно связывают их с болгарами. Атавин описывает кубанскую подгруппу и определяет похороны как болгарские. Аналогично, захоронения днепровской и крымской подгрупп Орлов и Приходнюк связывают с принятием тюркских элементов. Баранов связывает крымскую подгруппу с оногурами, а днепровскую с кутригурами. Айбабин принимает обе подгруппы как кутригурские, а могилы конца 7-го столетия приписывает хазарам.
Научные публикации XXI века часто подтверждают выводы Рашева о том, что только болгары-аспарухи представляют культуру Cивашовки и сохраняют ее похоронные традиции после конца 7-го века на Нижнем Дунае. Параллели этим традициям также находятся на памятниках в некоторых районах Кубанской Долины, и в современном городе Краснодаре. Эти погребальные памятники относят к границе между седьмым и восьмым веками. Их этническое толкование не исключает возможности того, что эти могилы были оставлены кочевой группой, которая после падения Великой Болгарии попадает в границы хазарского хазаната.